# Homer (Illinois)
Pour les articles homonymes, voir Homer.
Homer est un village du comté de Champaign dans l'Illinois, aux États-Unis,. Fondé le 26 janvier 1837, il est incorporé le 16 août 1894.

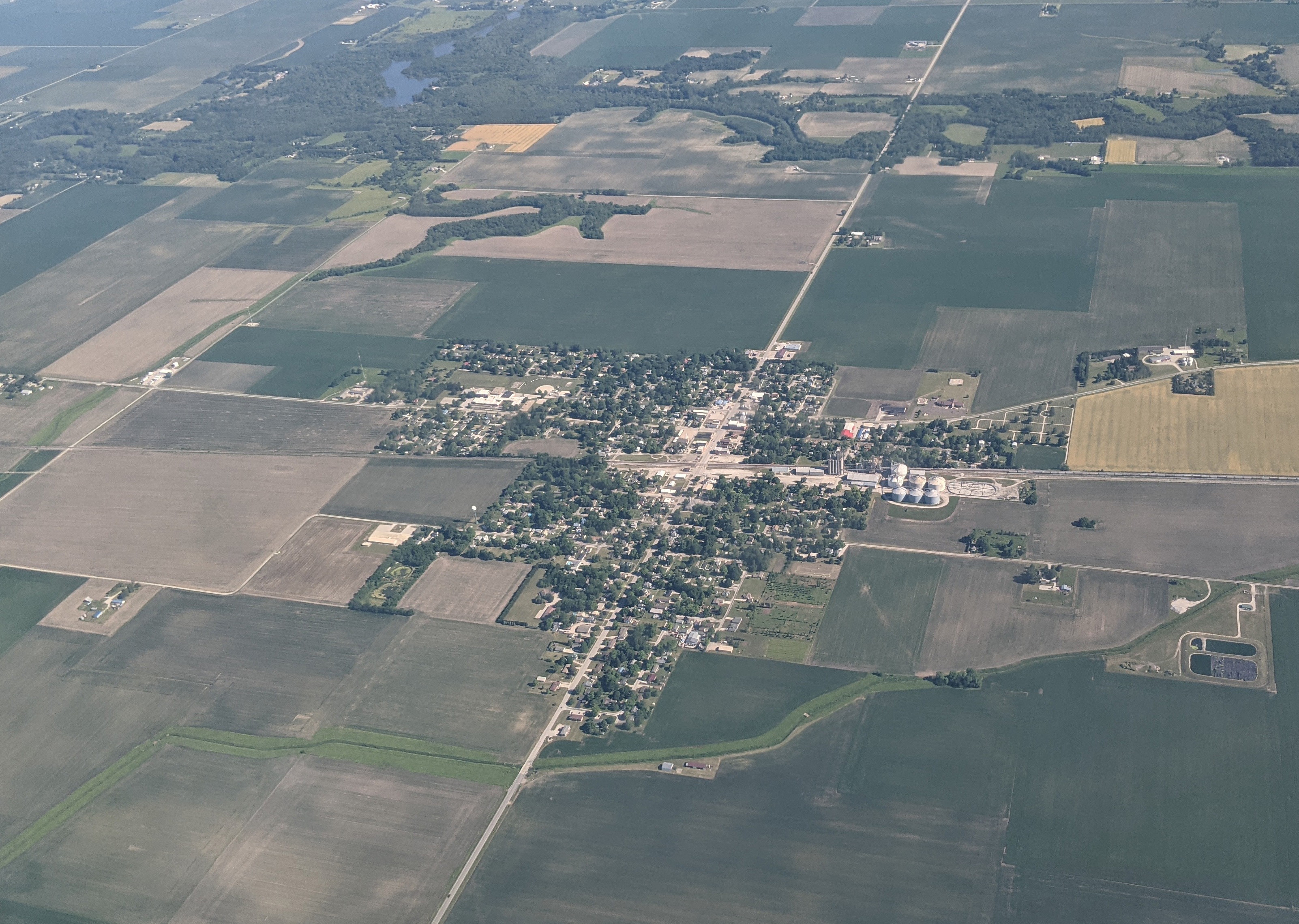
Homer vu du ciel, regardant vers le nord

## Démographie
Lors du recensement de 2010, le village comptait une population de 1 193 habitants. Elle est estimée, en 2016, à 1 179 habitants.